# Metallospora
Metallospora là một chi bướm đêm thuộc họ Geometridae.